# Kaveh Golestan
Kaveh Golestan Taghavi Shirazi (8. července 1950 – 2. dubna 2003) byl íránský fotožurnalista a umělec. V roce 1988 pořídil první fotografie následků chemického útoku v Halabdže během Íránsko-irácké války.

## Život a dílo

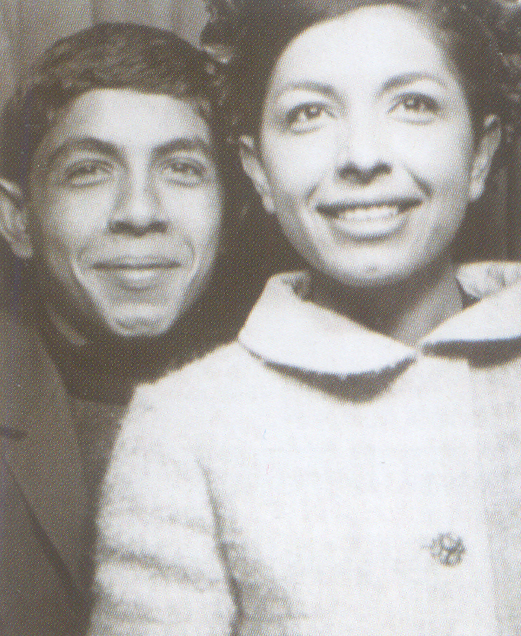
Kaveh Golestan se svou sestrou Lili

Kaveh byl synem íránského filmaře a spisovatele Ebrahima Golestana. Jeho sestra byla Lili Golestan, překladatelka a umělecká ředitelka a majitelka Golestan galerie v Teheránu.
Golestan vystudoval Millfield School v Somersetu v Anglii.
V roce 1988 jako fotograf na volné noze pořídil první fotografie následků chemického útoku v Halabdže během íránsko-irácké války. Za své snímky dokumentující revoluci v roce 1979 publikované v magazínu Time, získal zlatou medaili Roberta Capy.
Dne 2. dubna 2003 Golestan zahynul ve věku 53 let poté, co šlápnul na minu při práci pro BBC v Kifri v Iráku. Je pohřben na hřbitově na východě Teheránu.
Kaveh se oženil s Hengameh Golestan a spolu měli syna Mehraka , který je hudebník.

## Galerie

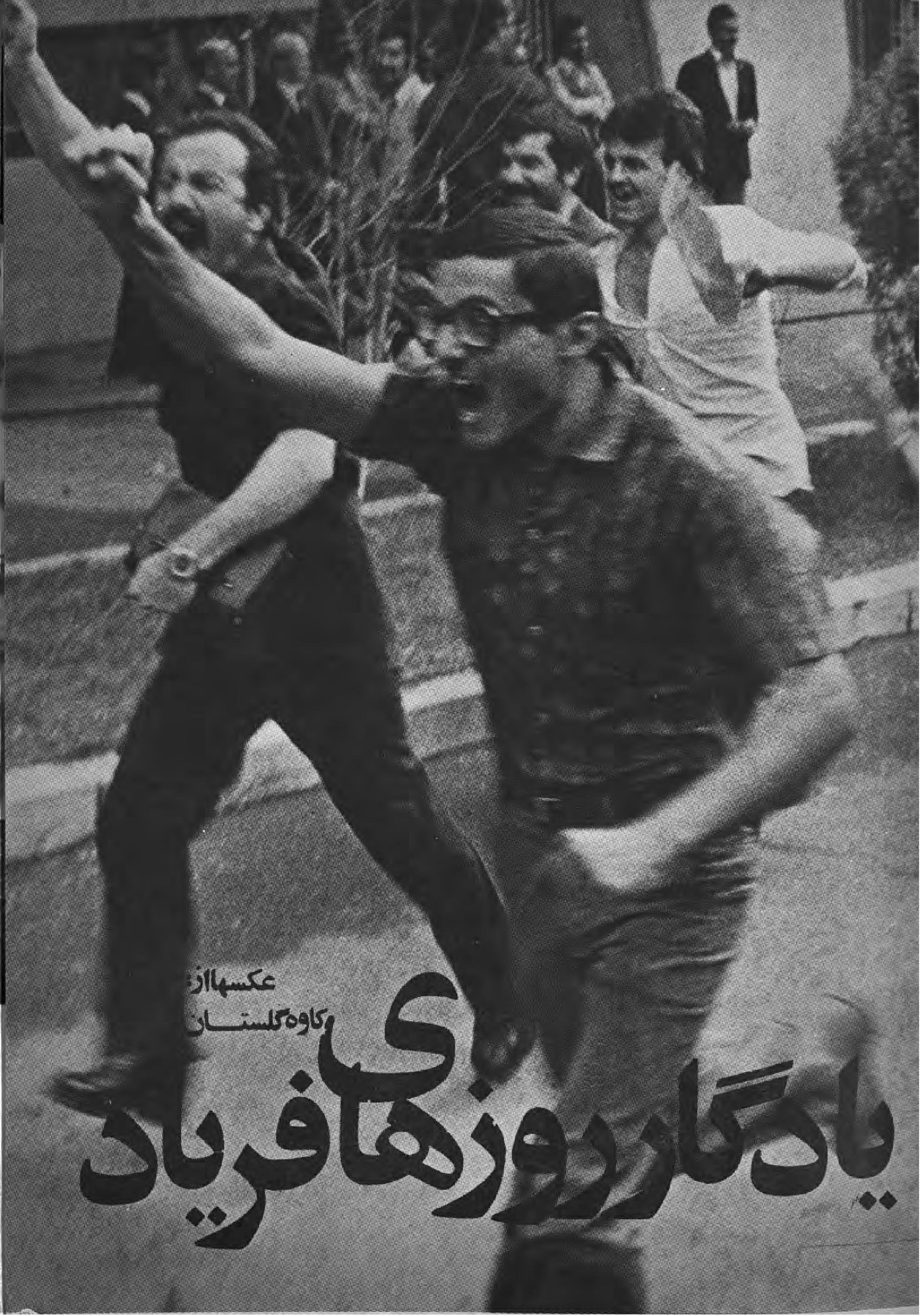
Oslavy dne křiku, asi 1979
Oslavy dne křiku, asi 1979
Oslavy dne křiku, asi 1979
Oslavy dne křiku, asi 1979
Oslavy dne křiku, asi 1979
Oslavy dne křiku, asi 1979
Oslavy dne křiku, asi 1979
Oslavy dne křiku, asi 1979
Oslavy dne křiku, asi 1979
Oslavy dne křiku, asi 1979
Oslavy dne křiku, asi 1979
Oslavy dne křiku, asi 1979